# Vùng đô thị Wrocław

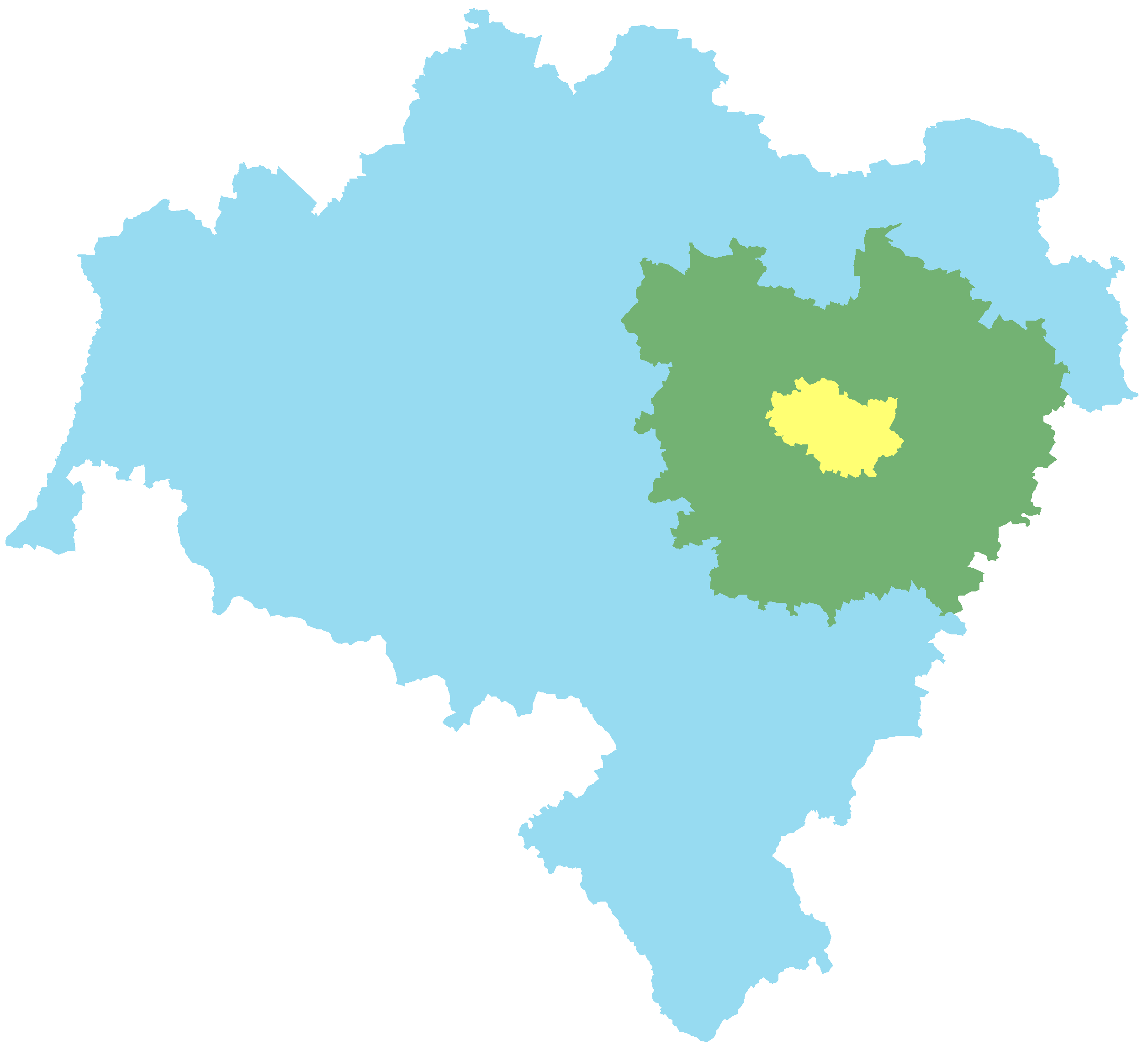
Bản đồ thành phố Warszawa và vùng đô thị Wrocław

Vùng đô thị Wrocław (tiếng Ba Lan: Aglomeracja wrocławska) là vùng đô thị của Wrocław, Ba Lan. Vùng đô thị bao gồm mười quận hạt trong tỉnh Dolnośląskie.

## Các ngoại ô chủ yếu
- Wrocław – 643.782
- Oleśnica – 37.109
- Oława – 33.172
- Jelcz-Laskowice – 15.694
- Trzebnica – 13.367
- Brzeg Dolny – 12.479
- Strzelin – 12.429
- Wołów – 12.333
- Milicz 11.276
- Syców – 10.397
- Środa Śląska – 9.545
- Oborniki Śląskie – 9.114
- Siechnice – 8.610
- Kąty Wrocławskie – 7.023
- Sobótka – 6.968
- Twardogóra – 6.603
- Żmigród – 6.439
- Kiełczów – 6.047
- Bierutów – 4.846
- Smolec – 4.561
- Bielany Wrocławskie – 3.229